# John Braspennincx
John Braspennincx (* 24. Mai 1914 in Hoogstraten; † 7. Januar 2008 in Zundert) war ein niederländischer Radrennfahrer.
Zweimal, 1937 und 1942, wurde John Braspennincx niederländischer Meister im Straßenrennen der Profis, nachdem er 1936 schon den Titel bei den Amateuren errungen hatte. Bei seinem Sieg 1942 landete er durch einen Sturz im Schaufenster eines Juweliers, fuhr trotz Verletzungen weiter und gewann. Er startete hauptsächlich bei Kriterien in den Niederlanden, von denen er rund 130 gewann. 1949 siegte er bei der Acht van Chaam.
1937 nahm Braspennincx an der Tour de France teil, gab aber aus Protest nach fünf Etappen auf, weil es keinen Mechaniker vor Ort gab und er abends sein Fahrrad selbst putzen sollte.
Braspennincx hatte viele Beinamen. Er wurde "d'n Bras" genannt, aber auch "d'n Flap" wegen seiner Segelohren. Aufgrund seiner zahlreichen Siege bekam er den Titel "König der Kirmesrennen". Er war in Belgien geboren und lebte im belgisch-niederländischen Grenzgebiet, was er während der Besatzungszeit zu intensivem Schmuggel nutzte, weshalb er zudem „König der Schmuggler“ genannt wurde.
Braspennincx stammte aus einer Rennfahrer-Familie: Vier seiner Cousins und weitere Verwandte betrieben aktiven Radsport. Am erfolgreichsten war sein Vetter Janus, der schon 1930 Straßenmeister geworden war. Zur Unterscheidung von John Braspennincx wurde der ältere Janus „Ouwe Bras“ (= Alter Bras) genannt.